# Wydział Zarządzania Politechniki Częstochowskiej
Wydział Zarządzania Politechniki Częstochowskiej – jeden z siedmiu wydziałów Politechniki Częstochowskiej.

## Historia
Wskutek zarządzenia Ministerstwa Edukacji Narodowej, 20 lipca 1994 roku został utworzony Instytut Zarządzania, na prawach wydziału. Na podstawie zarządzenia MEN z 1 czerwca 1997 roku przekształcono Instytut Zarządzania w Wydział Zarządzania.

## Kierunki kształcenia
Dostępne kierunki:
- Angielski język biznesu (studia I stopnia)
- Bezpieczeństwo i higiena pracy (studia I i II stopnia)
- Design i zarządzanie projektami (studia I i II stopnia)
- Finanse i rachunkowość w biznesie (studia I i II stopnia)
- Logistyka (studia I i II stopnia)
- Logistyka inżynierska (studia I stopnia)
- Zarządzanie jakością i produkcją (studia w języku angielskim) (studia I i II stopnia)
- Zarządzanie (studia I i II stopnia)
- Zarządzanie jakością i produkcją (studia I i II stopnia)
- Zarządzanie w turystyce i sporcie (studia I stopnia)

## Poczet dyrektorów i dziekanów
1. prof. dr hab. Włodzimierz Brzezin (1994–1996)
2. prof. dr hab. Maria Nowicka-Skowron (1997–1999)
3. dr hab. Eugeniusz Sitek, prof. PCz (1999–2002)
4. dr hab. Janusz Szopa, prof. PCz (2002–2005)
5. prof. dr hab. Maria Nowicka-Skowron (2005–2008)
6. prof. dr hab. Arnold Pabian (2008–2016)
7. prof. dr hab. Dorota Jelonek (2016–2020)
8. dr hab. inż. Iwona Otola, prof. PCz (2020–2024)
9. dr hab. inż. Robert Ulewicz, prof. PCz (od 2024)

## Władze Wydziału
W kadencji 2024–2028:
| Stanowisko                                                 | Imię i nazwisko                        |
| ---------------------------------------------------------- | -------------------------------------- |
| Dziekan                                                    | dr hab. inż. Robert Ulewicz, prof. PCz |
| Kierownik dyscypliny naukowej Nauk o Zarządzaniu i Jakości | dr hab. Agata Mesjasz-Lech, prof. PCz  |
| Kierownik dydaktyczny                                      | dr Anna Bazan-Bulanda, prof. PCz       |
| Kierownik ds. rozwoju                                      | dr inż. Marcin Zawada                  |

## Struktura organizacyjna
| Katedra                                                       | Kierownik                                |
| ------------------------------------------------------------- | ---------------------------------------- |
| Katedra Ekonometrii i Statystyki                              | dr hab. Marek Szajt, prof. PCz           |
| Katedra Ekonomii, Inwestycji i Nieruchomości                  | dr hab. Anna Korombel, prof. PCz         |
| Katedra Finansów, Bankowości i Rachunkowości                  | prof. dr hab. Jolanta Chluska            |
| Katedra Informacyjnych Systemów Zarządzania                   | dr hab. inż. Robert Kucęba, prof.PCz     |
| Katedra Inżynierii Produkcji i Bezpieczeństwa                 | dr hab. inż. Robert Ulewicz, prof. PCz   |
| Katedra Logistyki                                             | dr hab. inż. Beata Ślusarczyk, prof. PCz |
| Katedra Marketingu i Komunikacji                              | prof. dr hab. Arnold Pabian              |
| Katedra Socjologii Stosowanej i Zarządzania Zasobami Ludzkimi | prof. dr hab. Felicjan Bylok             |
| Katedra Zarządzania i Przedsiębiorczości                      | dr hab. Piotr Pachura, prof. PCz         |